# Vivian Heisen
Vivian Heisen (født 27. december 1993 i Wiefelstede, Tyskland) er en professionel tennisspiller fra Tyskland.